# Nicky Hilton
Nicholai "Nicky" Olivia Rothschild (nhũ danh: Hilton, sinh 5 tháng 10 năm 1983 ở thành phố New York, New York, Hoa Kỳ) là một người mẫu thời trang, nhà kinh doanh, nhà thiết kế thời trang và là người thừa kế của tập đoàn Hilton nổi tiếng. Cô có cùng biệt danh với người anh của ông nội cô, Conrad "Nicky" Hilton, người đã mất mười bốn năm trước khi cô được sinh ra. Cô là em gái của Paris Hilton. Cô trở thành thành viên của gia đình Gia tộc Rothschild sau khi kết hôn với James Rothschild, cháu trai của Victor Rothschild.
Nicky bắt đầu thiết kế túi xách từ lúc còn khá nhỏ và hiện nay cô đã sở hữu chuỗi cửa hàng quần áo mang tên "Chick by Nicky Hilton". Cô cho ra mắt thương hiệu Chick by Nicky Hilton từ năm 2004. Những trang phục cô thiết kế chủ yếu dành riêng cho tuổi teen. Cô cũng từng được biết đến với vai trò nhà thiết kế túi xách cho tập đoàn thời trang Nhật Bản Samantha Thavasa.
Cô là một trong 10 kiều nữ giàu nhất thế giới. Hiện cô là gương mặt của hãng đồ lót Australian Antz Pantz
Cô được thừa kế khi 22 tuổi đã giúp khởi động một khách sạn mới mang tên nổi tiếng của mình, mà sẽ cạnh tranh với các khách sạn Hilton.
Năm 2006, cô đã bước vào một quan hệ đối tác để mở hai khách sạn Nicky O, ở Miami đầu tiên và lần thứ hai tại Chicago. Vào ngày 12 tháng 12 năm 2007, Hilton đã bị kiện vì vi phạm hợp đồng của các đối tác của mình.
Năm 2007, cô bắt tay vào thực hiện dòng sản phẩm thứ hai mang tên Nicholai và dòng sản phẩm này chủ yếu phục vụ những khách hàng trưởng thành.
Hôm 21 tháng 5 năm 2008, cô đã tới Hàn Quốc. Cô tới đây để quảng bá cho dòng sản phẩm thời trang của riêng mình, Nicholai và Chick by Nicky Hilton.
Trong Tuần lễ thời trang Los Angeles 2008 diễn ra vào 14 tháng 10 năm 2008, cô đã tung ra bộ sưu tập Chick Spring 2008.

## Kết hôn
Năm 2004, cô kết hôn với giám đốc tài chính Todd Andrew Meister tại Las Vegas. Cuộc hôn nhân của họ đã kết thúc vào tháng 11 năm 2004. Cô đã hẹn hò với Kevin Connolly từ tháng 1 năm 2005 đến tháng 7 năm 2006.. Cô hiện đang hẹn hò với David Katzenberg, con trai của giám đốc điều hành DreamWorks Animation Jeffrey Katzenberg.